# Lovászi, Zala
Lovászi  este un sat în districtul Lent, județul Zala, Ungaria, având o populație de 1.284 de locuitori (2011). 

## Demografie
Componența etnică a satului Lovászi
     Maghiari (89,15%)
     Romi (8,63%)
     Germani (1,37%)
     Alții (0,85%)
Componența confesională a satului Lovászi
     Romano-catolici (66,12%)
     Fără religie (5,06%)
     Reformați (1,01%)
     Necunoscută (27,57%)
     Greco-catolici (0,23%)
     Alte religii (0,39%)
Conform recensământului din 2011, satul Lovászi avea 1.284 de locuitori. Din punct de vedere etnic, majoritatea locuitorilor (89,15%) erau maghiari, existând și minorități de romi (8,63%) și germani (1,37%).  Din punct de vedere confesional, majoritatea locuitorilor (66,12%) erau romano-catolici, existând și minorități de persoane fără religie (5,06%) și reformați (1,01%). Pentru 27,57% din locuitori nu este cunoscută apartenența confesională.